# Floirac (Żyronda)
Floirac – miejscowość i gmina we Francji, w regionie Nowa Akwitania, w departamencie Żyronda.
Według danych na rok 1990 gminę zamieszkiwały 16 834 osoby, a gęstość zaludnienia wynosiła 1960 osób/km² (wśród 2290 gmin Akwitanii Floirac plasuje się na 25. miejscu pod względem liczby ludności, natomiast pod względem powierzchni na miejscu 1165.).